# 大波波
6°17′N 1°50′E / 6.283°N 1.833°E

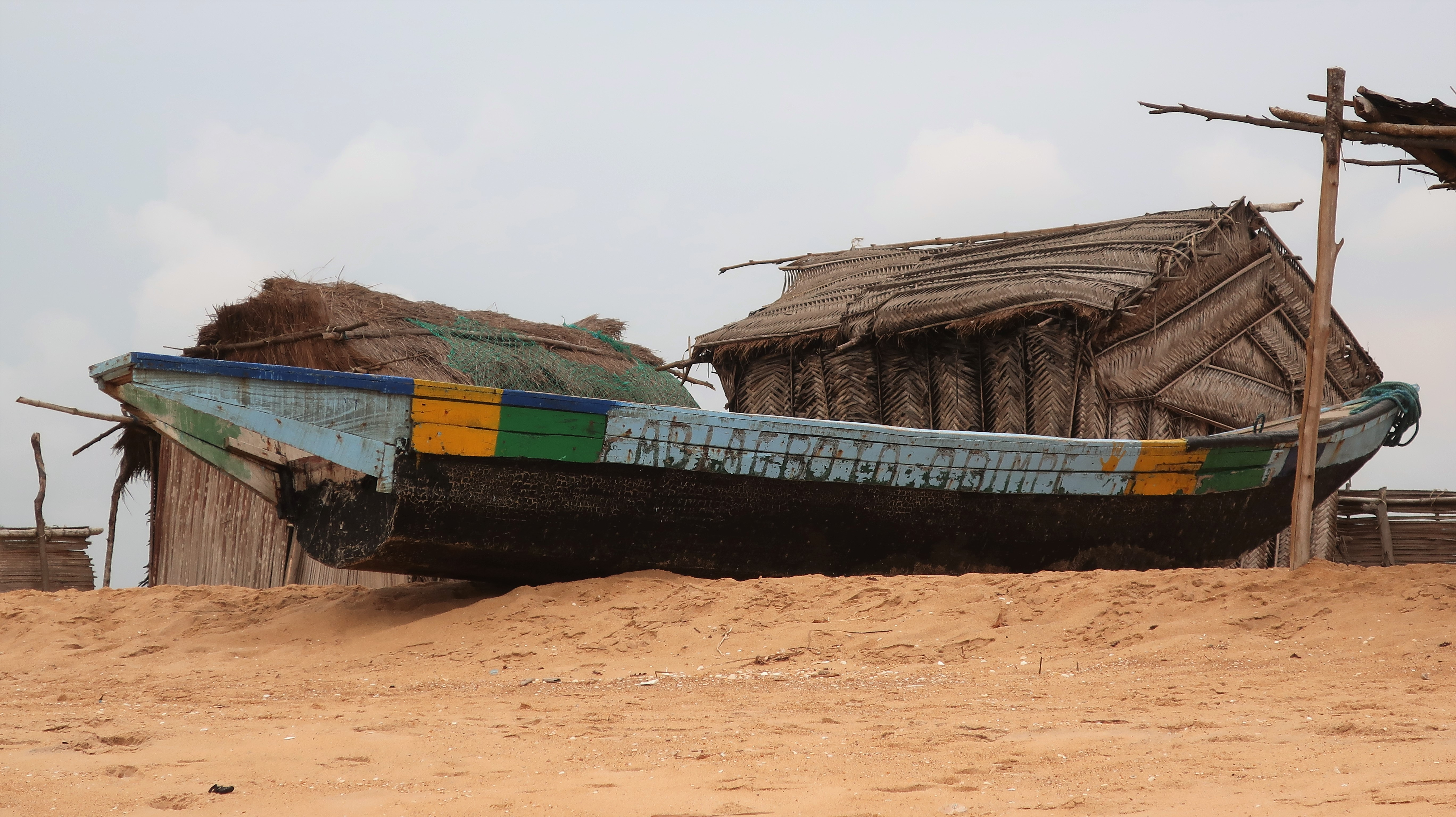
大波波的漁船

大波波（法語：Grand-Popo）是位於贝宁西南部的狹長海岸領土，南臨。由莫諾省負責管轄，面積289平方公里，海拔高度63米，2013年該城鎮人口57,490，人口密度每平方公里200人。
大波波「Grand-Popo」這一詞是歐洲人對古老城鎮和王國「Hulagan」（大Hula）的外來稱謂。曾經主宰多哥-貝寧海岸的Hula/Xwla/Phla族群傳統上將「大Hula」視為他們共同起源的祖先城鎮。目前還不知道為何歐洲人，開始將其稱為「Popo」而非「Hula」。有一種說法是說，這名稱可能來自於約魯巴語中，他們對「西方」人的泛稱「popo」，該詞後來被葡萄牙人借用來特指Hula/Phla族群。另一種理論則認為「Popo」這一詞可能與一位古老統治者Kpokpo有關，他來自於內陸的城鎮Tado，歐洲人可能將這位統治者與「Hulagan」混淆了。
這座城鎮隨著奴隸貿易的興起而發展，但因為海岸侵蝕，現已摧毀了大部分的舊城區。現在該鎮成為伏都教的中心，並擁有一個名為Villa Karo的芬蘭-非洲文化中心。當地的主要產業是漁業。
這座城鎮的名字還啟發了法國電子音樂二人組「Grand Popo Football Club」的名字，以及iPad應用程式開發者「Grand Popo LLC」的命名。